# Lusingania
Lusingania es un género de insecto coleóptero de la familia Chrysomelidae.

## Especies
Las especies de este género son:
- Lusingania flava Laboissiere, 1929
- Lusingania granulipennis Laboissiere, 1939
- Lusingania nigrocincta (Laboissiere, 1919)